# Резонвиль
Резонвиль (фр. Rezonville) — коммуна на северо-востоке Франции, регион Гранд-Эст (бывший Эльзас — Шампань — Арденны — Лотарингия), департамент Мозель. Входит в кантон Арс-сюр-Мозель.

## Географическое положение

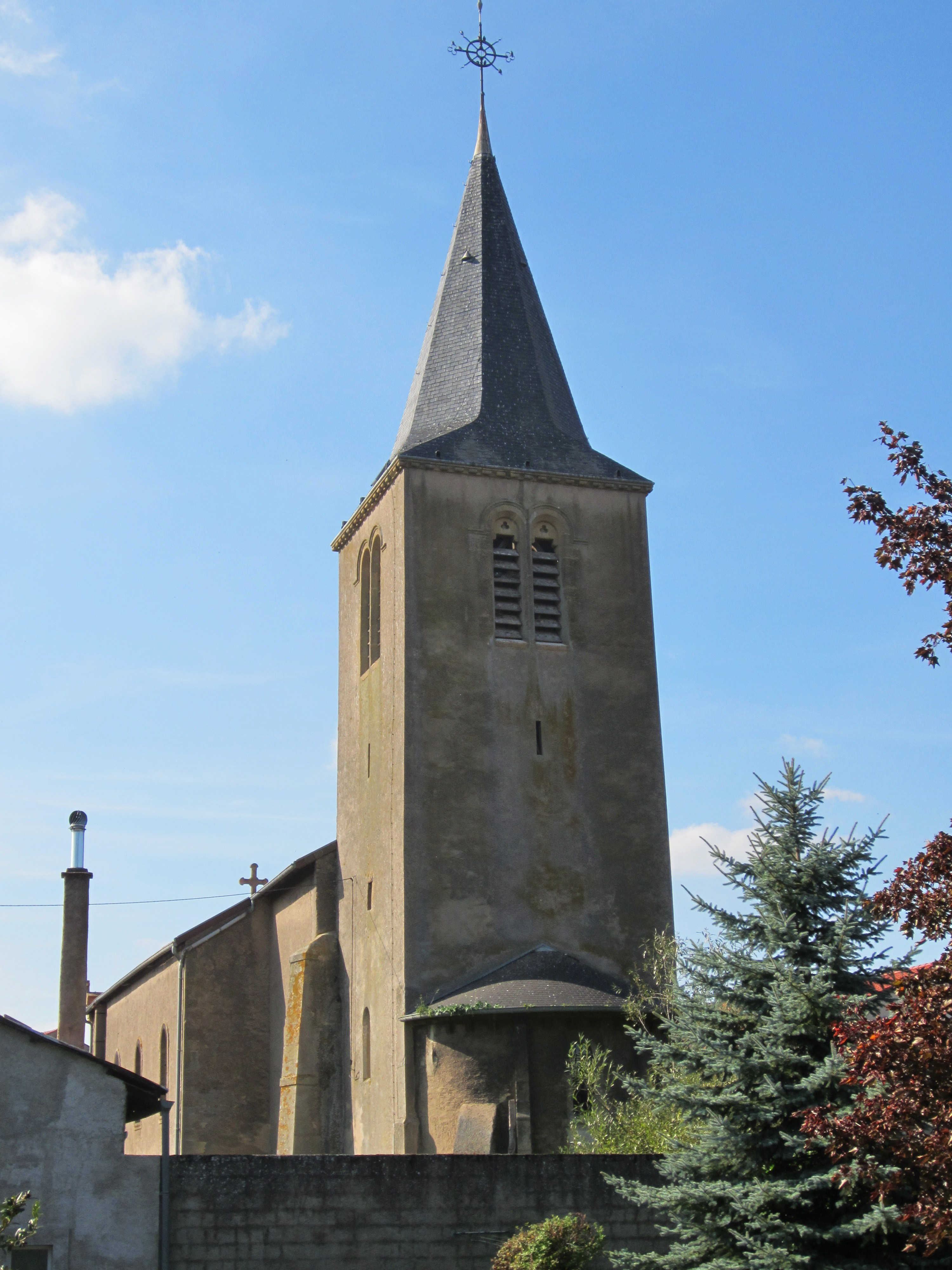
Церковь Сент-Отёр.

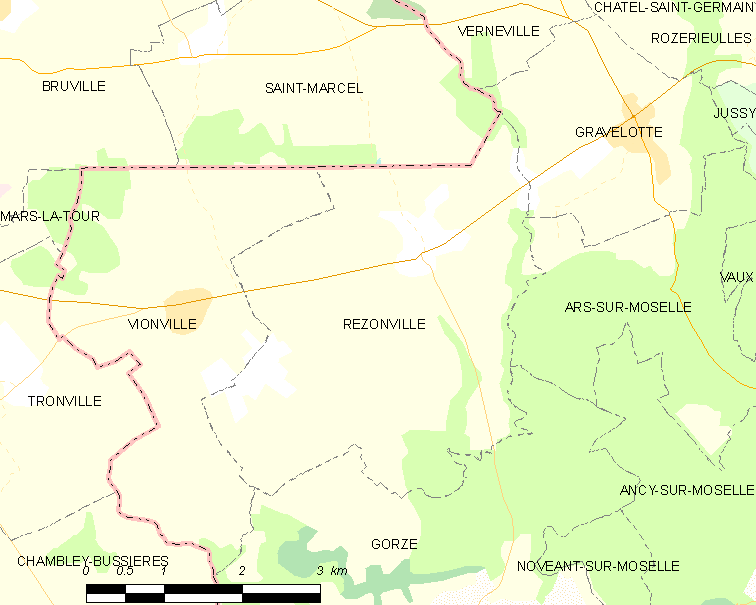
Резонвиль на карте Франции.

Резонвиль расположен в 270 км к востоку от Парижа и в 14 км к западу от Меца.

## История
- Деревня принадлежала аббатству Сент-Арнульд в VII веке и аббатству Горз с X века вплоть до Великой французской революции.
- После поражения Франции во франко-прусской войне 1870—1871 годов вместе с Эльзасом и департаментом Мозель был передан Германии по Франкфуртскому миру.

## Демография
По переписи 2011 года в коммуне проживало 328 человек.

## Достопримечательности
- Следы галло-романской культуры.

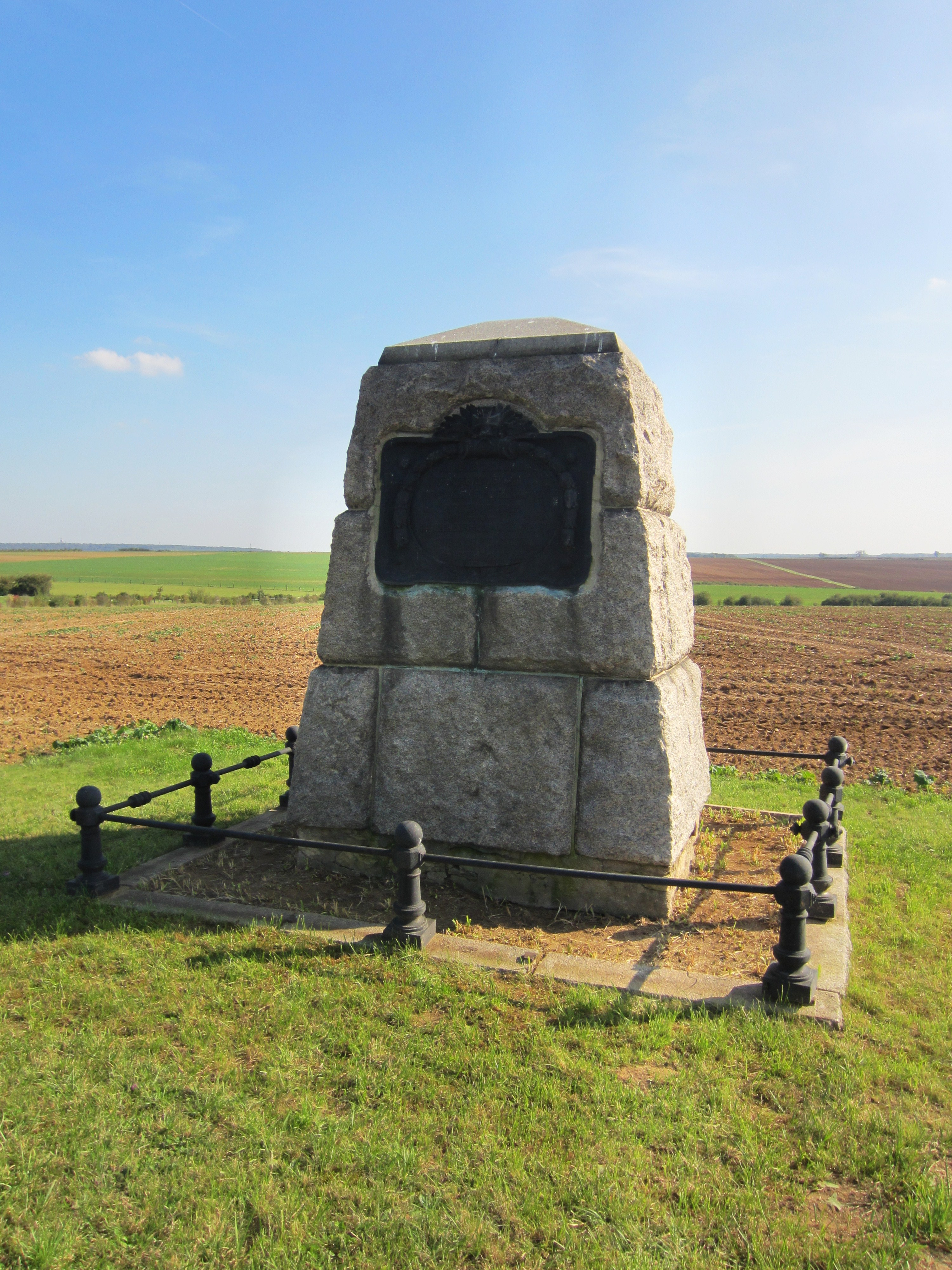
Германский памятник франко-прусской войны 1870 года.

- Монументы франко-прусской войны 1870 года.
- Церковь Сент-Отёр (XIX век).